# Fakelore
Il termine "fakelore" venne coniato dall'antropologo statunitense Richard M. Dorson nel saggio Folklore and fakelore del 1950. Con esso l'autore designò il folklore inventato e presentato come autenticamente tradizionale, riferendosi in particolare all'epopea del West nordamericano, ove abbondano pesanti rielaborazioni di personaggi storici o autentiche invenzioni di personaggi storicamente verosimili a fini commerciali. In particolare nel saggio si occupò di Paul Bunyan, figura che divenne famosa in seguito alle storie pubblicate dal giornalista James MacGillivray nel 1906, andando poi ad arricchirsi man mano di particolari per opera di altri autori. Dorson e altri argomentarono che si trattava di un'invenzione del XX secolo piuttosto che della riproposizione di storie di autentico folklore del XIX secolo.
Il fakelore assume quindi, per definizione, un aspetto di falsità più o meno premeditata, in quanto un'aura di "tradizione" viene attribuita a qualcosa o a qualcuno allo scopo di promuovere la vendita di un prodotto, che sia un alimento, una festa locale o un'opera d'ingegno.
Viene utilizzato anche il termine folklorism, in italiano "folklorismo", con il suffisso -ismo, che ne denota l'accezione tendenzialmente negativa. Alcuni studiosi hanno comunque argomentato che il folklorismo andrebbe studiato, anziché di per sé condannato, e che alla fin fine il fakelore stesso, passando nella cultura orale e venendo caratteristicamente rielaborato, ridiventa esso stesso folklore.

## Utilizzo in campo gastronomico
Nel campo culinario, la percezione della tradizionalità è complessa. Vi è infatti un profondo problema metodologico nella ricerca delle origini di una determinata ricetta. Il primo problema è quello della codifica delle preparazioni: salvo alcuni esimi gastronomi che hanno standardizzato o inventato alcune ricette, tramandando dosi, ingredienti e metodi di preparazione (ad esempio Pellegrino Artusi per l'Italia o François Pierre La Varenne, che codificò la cucina francese e ricette come quelle della besciamella), le ricette sono state perlopiù tramandate per via orale. La cultura orale, per definizione, è appunto soggetta a una grandissima variabilità generazionale.